# Саша Пітерс
Саша Ембет Пітерс-Шиффер (англ. Sasha Embeth Pieterse-Sheaffer; нар. 17 лютого 1996, Йоганнесбург, ПАР) — американська акторка, авторка пісень, співачка, ютуберка та інфлюєнсерка південноафриканського походження.

## Життєпис
Саша Пітерс народилася 17 лютого 1996 року в Йоганнесбурзі, ПАР, у родині Шона та Зізі Пітерс. Пізніше вона переїхала до Лас-Вегаса в США для зйомок у кіно.

### Кар'єра
Вже в ранньому дитинстві зуміла створити та підтримувати творче резюме у численних телешоу та фільмах. У 6 років Саша вперше з'явилася на екрані, знявшись у серіалі «Сімейна справа» (2002) у ролі Баффі Девіс. У 2003 році за цю роль вона отримала номінацію та премію «Молодий актор».
У 2004 році з'явилася як гостя у серіалі «Зоряна брама: SG-1», а в 2005 році знялася у двох епізодах серіалу «Оголошено у розшук». Велику популярність принесла Саші роль у серіалі «Доктор Хаус», у якому вона зіграла дівчинку Енді, хвору на рак.
Згодом отримала роль Марісси у фільмі «Пригоди Шаркбоя та Лави» від творців «Діти шпигунів». Вона брала участь у «Macy's Passport Show» у 2004 році та з'явилася на обкладинці дитячого бізнес-журналу. У 2006 році знялася у фільмі «Повітря, яким я дихаю», де головну роль грала Сара Мішель Геллар. У тому ж році з'явилася в ролі дівчинки-готеси у фільмі «Хай щастить, Чаку» разом із Джессікою Альбою.
Справжнім успіхом для неї стала роль Елісон ДіЛаурентіс у серіалі «Милі ошуканки», навколо вбивства якої відбувається сюжет серіалу. За цю роль у 2014 році отримала премію «Teen Choice Awards».
У 2007 та 2009 роках Саша Пітерс знімалася в епізодичних ролях серіалів «CSI: Місце злочину Маямі» та «Без сліду». У 2013 році вона паралельно розпочала кар'єру співачки та запис свого першого кантрі-альбому. З квітня по грудень вийшли чотири пісні: «I Can't Fix You», «RPM», «This Country Is Bad Ass» та «NO».
У 2015 році отримала премію «Незалежний дух» у категорії «Robert Altman Award» за участь у фільмі «Вроджена вада».

## Особисте життя
З 27 травня 2018 року одружена з Гадсоном Шиффером, з яким зустрічалася 6 років до шлюбу .
На початку 25-го сезону шоу «Танці зі зірками» розповіла, що має синдром полікістозних яєчників, через що за два роки набрала понад 30 кг маси тіла.
27 травня 2020 року пара оголосила про вагітність. 6 листопада вона народила сина Гендрікса Вейда Шиффера .

## Фільмографія
| Рік       |    | Українська назва                        | Оригінальна назва                           | Роль                        |
| --------- | -- | --------------------------------------- | ------------------------------------------- | --------------------------- |
| 2002—2003 | с  | Сімейна справа                          | Family Affair                               | Баффі Девіс                 |
| 2004      | с  | Зоряна брама: SG-1                      | Stargate SG-1                               | Грейс                       |
| 2005      | ф  | Пригоди Шаркбоя та Лави                 | The Adventures of Sharkboy and Lavagirl 3-D | Марисса / принцеса льоду    |
| 2005      | с  | Оголошено у розшук                      | Wanted                                      | Міллі Роуз                  |
| 2005      | с  | Доктор Хаус                             | House, M.D.                                 | Енді (2-й сезон 2-га серія) |
| 2007      | ф  | Повітря, яким я дихаю                   | The Air I Breathe                           | юна Сарроу                  |
| 2007      | ф  | Хай щастить, Чаку!                      | Good Luck Chuck                             | готеса                      |
| 2007      | ф  | Клер                                    | Claire                                      | Меггі Бенніон               |
| 2007      | с  | C.S.I.: Місце злочину Маямі             | CSI: Miami                                  | Бет Баклі                   |
| 2009      | с  | Без сліду                               | Without a Trace                             | Дафна Стівенс               |
| 2009      | с  | Герої: Повільний вогонь                 | Heroes: Slow Burn                           | Аманда                      |
| 2009—2010 | с  | Герої                                   | Heroes                                      | Аманда                      |
| 2010—2017 | с  | Милі ошуканки                           | Pretty Little Liars                         | Елісон ДіЛаурентіс          |
| 2011      | с  | Медіум                                  | Medium                                      | 14-річна Марія              |
| 2011      | ф  | Люди Ікс: Перший клас                   | X-Men: First Class                          | дівчина-підлітка            |
| 2011      | тф | Прекрасний «принц»                      | Geek Charming                               | Емі                         |
| 2013      | ф  | Коли найкращий друг – гей               | G.B.F. (Gay Best Friend)                    | Фосетт Брук                 |
| 2014      | с  | Гаваї 5.0                               | Hawaii Five-0                               | Дон Гетфілд                 |
| 2014      | ф  | Вроджена вада                           | Inherent Vice                               | Джопоніка Фенуей            |
| 2015      | ф  | Похорон Бодхі                           | Burning Bodhi                               | Арія                        |
| 2017      | ф  | Викрадення монет                        | Coin Heist                                  | Дакота                      |
| 2018      | ф  | Почесний список                         | The Honor List                              | Ізабелла                    |
| 2019      | с  | Милі ошуканки: Перфекціоністки          | Pretty Little Liars: The Perfectionists     | Елісон ДіЛаурентіс          |
| 2019      | с  | Епічна ніч                              | Epic Night                                  | Шук                         |
| 2022      | ф  | Айві + Бін: Привид, якому довелося піти | Ivy + Bean: The Ghost That Had to Go        | Пані Аруба-Тейт             |
| 2022      | ф  | Айві + Бін: Приречені танцювати         | Ivy + Bean: Doomed to Dance                 | Пані Аруба-Тейт             |